# MSI1
MSI1‏ (Musashi RNA binding protein 1) هوَ بروتين يُشَفر بواسطة جين MSI1 في الإنسان.

## الوظيفة
يشفر هذا الجين بروتينًا يحتوي على اثنين من أنماط التعرف على الحمض النووي الريبي المترادفة المحفوظة ويعمل كبروتين رابط للحمض النووي الريبي يشارك في تحرير الجينات بعد النسخ. وهو علامة للخلايا الجذعية تتحكم في التوازن بين التجديد الذاتي والتمايز النهائي.

## الأهمية السريرية
يرتبط الإفراط في التعبير عن هذا الجين بدرجة الخباثة والنشاط التكاثري في الأورام الدبقية والأورام الميلانينية. لوحظ زيادة في التعبير عن بروتين MSI1 في بطانة الرحم وسرطان بطانة الرحم. يؤدي تثبيط التعبير عن MSI بوساطة siRNA في خلايا سرطان بطانة الرحم إلى تحفيز موت الخلايا المبرمج ويثبط تكاثر الخلايا من خلال التأثير على مسار إشارات Notch
يتم التعبير عن MSI1 بشكل كبير في الخلايا السلفية العصبية وهو مطلوب للتطور الطبيعي للدماغ. الطفرة في هذه الجينات مسؤولة عن صغر الرأس الأولي المتنحي. يتفاعل MSI1 أيضًا مع جينوم فيروس زيكا وقد يفسر سبب تعرض هذه الخلايا بشكل كبير للإصابة بفيروس زيكا.